# Archivio fotografico Riccardo Carbone
Il Fondo Archivio fotografico Riccardo Carbone è una Fondazione nata in Italia nel 2015, con lo scopo di salvaguardare e digitalizzare un archivio fotografico contenente circa 500 000 fotografie scattate principalmente a Napoli e in Campania da Riccardo Carbone, in un periodo temporale che va dagli anni venti agli anni settanta. È uno dei più completi ed antichi d'Italia. 
Ha ottenuto il riconoscimento di bene di particolare interesse storico e culturale dal Ministero dei Beni Culturali. 
La sua sede è a Napoli in via Toledo. 
Il presidente è Renato Carbone, figlio di Riccardo.

## Storia
L'Associazione Riccardo Carbone, è una ONLUS nata per salvaguardare e rendere consultabile online, l'intero patrimonio fotografico di Riccardo Carbone, che con il passare del tempo sta subendo un lento ed inarrestabile degrado dei materiali. Tra coloro che stanno provvedendo alla digitalizzazione dell'archivio, vi è anche l'Università Federico II che ha reso disponibili competenze e strutture.

Per finanziare i lavori di recupero, sono state lanciate delle campagne di crowdfunding. Una prima campagna in poche settimane ha ricevuto circa il doppio di quanto sperato, è servita per effettuare i primi interventi sul materiale, come protezione da umidità e luce, conservazione in nuove scatole, acquisizione degli scanner per la digitalizzazione.

Una seconda campagna permette di adottare un fascicolo non ancora digitalizzato attraverso un contributo economico, riconoscendo ai donatori la stampa della foto adottata e la firma sul catalogo online.

Campagne successive prevedono la diffusione delle foto sui social network, anche per permettere agli utenti, la ricostruzione delle scene degli scatti, ove queste dovessero essere sconosciute.

## Il patrimonio
L'immenso archivio è composto da circa 500 000 negativi fotografici (35 mm e 120 mm) e da diverse migliaia di stampe e lastre di vetro (di medio formato).
Il materiale è conservato in buste contenute in scatole numerate progressivamente. Parte dei negativi risultano ancora arrotolati nei loro fogli originali, quelli degli anni venti sono andati perduti, ma di quel periodo restano circa 2000 stampe. I formati sono il 6x9, il 13x18 e il 18x24, mentre le lastre sono circa 2000.

Grazie ai quaderni manoscritti del Carbone, dove erano indicati numeri dei fogli e delle scatole, per ogni scatto si è potuto stabilire con esattezza data, luogo e contenuto.

## Fotografie famose
Le foto dell'archivio raccontano oltre mezzo secolo di storia della città. Tra le foto più famose vi sono la visita di Hitler a Napoli nel 1938, gli scugnizzi, i sciuscià, una quindicenne Sofia Loren durante la sua prima sfilata, il saluto dell'ultimo re d'Italia Umberto II dopo la proclamazione della Repubblica, i saluti dal porto agli emigranti in partenza verso l'America, Ernest Hemingway ed Orson Welles in visita alla città, Roberto Rossellini, Ingrid Bergman e Maria Callas al Teatro San Carlo ed altri V.I.P.. Oltre alle immagini che ritraggono le personalità e gli avvenimenti più famosi di Napoli, l'archivio comprende anche una miriade di altri scatti minori come ad esempio il fascicolo Rottura condotto dell'acqua.

### Consistenza
Al maggio 2020 la consistenza delle immagini digitalizzate era di 23 950 così suddivise:
- periodo 1945-1949: 972 digitalizzazioni
- periodo 1950-1959: 7 835 digitalizzazioni
- periodo 1960-1969: 12 549 digitalizzazioni
- periodo 1970-1973: 2 591 digitalizzazioni
- 1983: 3 digitalizzazioni[7]